# 델리치 (독일)

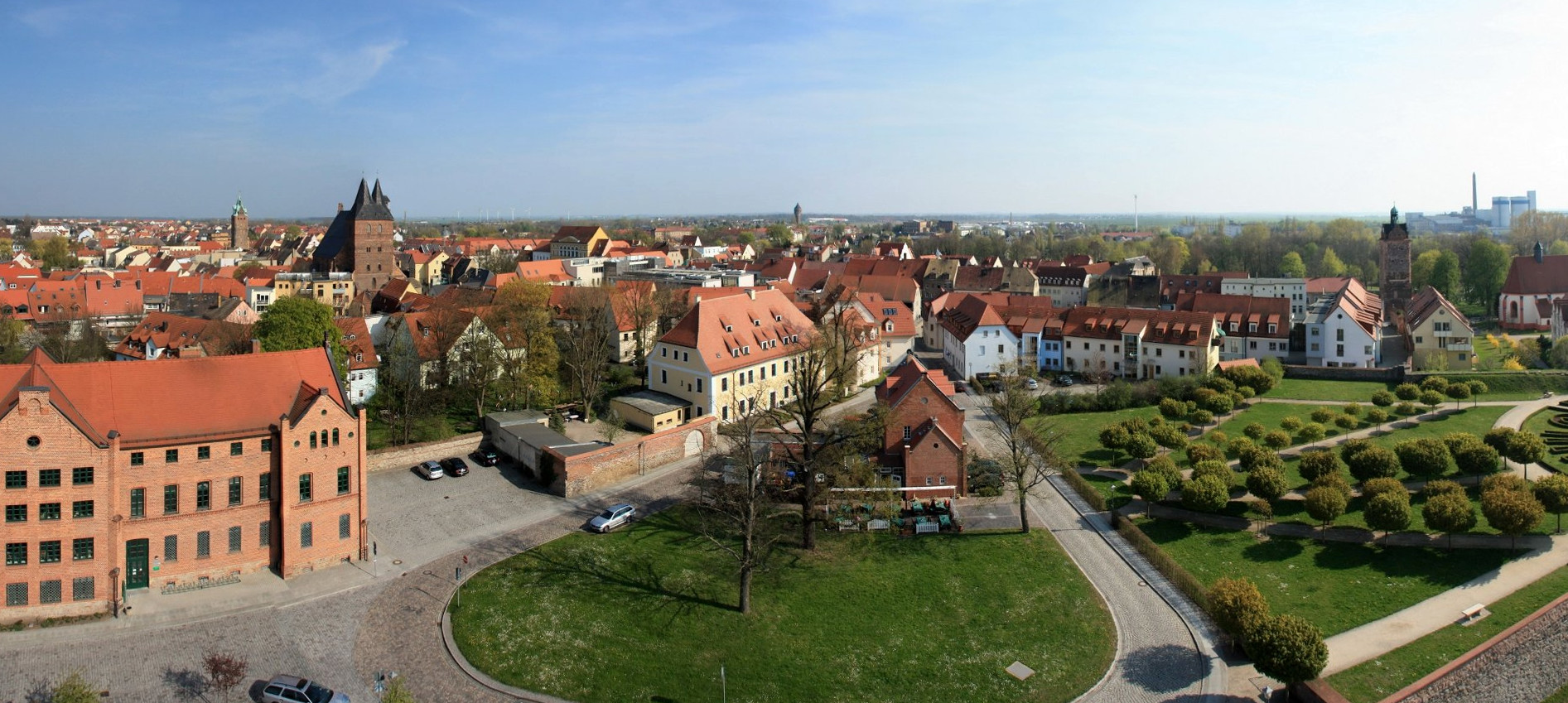
델리치

델리치(독일어: Delitzsch)는 독일 작센주에 위치한 도시로 면적은 83.57km2, 인구는 25,005명(2013년 12월 31일 기준), 인구 밀도는 300명/km2이다.

시 문장